# 木下茂 (山一證券)
木下 茂（きのした しげる、1885年 - 1966年）は福岡県出身の実業家。山一證券の会長をはじめ、多くの企業で要職を歴任した。

## 略歴
1885年（明治18年）5月28日、福岡県八女郡上広川村で西村武助の三男として出生。長崎市・木下キチの養子となり、1912年（明治45年）その家督を相続した。翌1913年（大正2年）に早稲田大学商学部を卒業すると三菱合資会社に入社。長崎支店で勤めた後、1915年に小池合資会社へ転じた。1917年（大正6年）4月、小池合資は山一合資へと改組。1926年（大正15年）には山一證券株式会社となる。茂は同社大阪支店長を経て専務となり、社長の太田収が急逝した1938年（昭和13年）の12月に社長に選任される。山一證券は1943年（昭和18年）9月に小池証券と合併して小池厚之助が社長となる。茂は会長に就任し、1947年までその職を務めた。
また1938年（昭和13年）5月に東洋ベアリング製造（後のNTN）の取締役に就任。1947年（昭和22年）から1956年まで同社会長を務めると同時に、1950年（昭和25年）2月より1956年まで日本証券金融会長。その他、日本ドラム缶製作所の会長や、長男が社長に就いた東洋運搬機の相談役も務めている。1966年（昭和41年）3月31日、東京都港区内の病院で死去。享年80。

## 家族
- トシ（先妻）- 1890年（明治23年）3月に長崎県・永見寛三の長女として生まれ、株式会社長崎株式取引所の代表を務めた山口豊三郎[6]の養女となり、茂に嫁ぐ。
- 絹子（後妻）- 1914年（大正3年）7月7日生まれ。
- 木下高明（長男）- 1916年（大正5年）11月生まれ。早大商科を卒業後に東洋運搬機に入社。取締役を経て社長に就任。妻の美代子（1925年生）は東洋運搬機社長・丹羽昇の長女[7]。
- 昌子（長女）- 1914年（大正3年）7月生まれ。東洋運搬機取締役で海外事業部長を務めた大月一夫に嫁ぐ。
- 光子（二女）- 1921年（大正10年）10月生まれ。東洋運搬機取締役で名古屋支店長を務めた大槻正比古に嫁いだ。
- 木下武久（二男）- 1924年（大正13年）11月生まれ。東京音楽学校卒業後にドイツへ渡り、ミュンヘン音楽大学を卒業した。東京放送勤務。妻はドイツ人のギレラ[7]。
- 木下和茂（三男）- 1941年（昭和16年）10月生まれ。学習院大学卒業。三菱重工勤務。
- 木下和之（四男）- 1946年（昭和21年）3月生まれ。学習院大学にて学ぶ。